# Cui bono
La expresión Cui bono, también utilizada como Cui prodest (¿Quién se beneficia?), es una locución latina que hace referencia a lo esclarecedor que puede resultar en muchos casos, a la hora de determinar la autoría de un acto que permanece desconocida (por ejemplo, en un delito), el preguntarse por, y llegar a determinar, quiénes se habrían de beneficiar con sus resultados. Se considera un principio del Derecho Romano,y se utiliza para cuestionar quién obtiene ventajas o beneficios en un determinado contexto, especialmente en la resolución de crímenes, análisis políticos o investigaciones sobre actos sospechosos. La idea subyacente es que, al identificar al beneficiario de un acto, se puede deducir quién tiene motivos o intereses en llevarlo a cabo. Es una herramienta clásica en la retórica y en la lógica deductiva.
Aunque este principio se utiliza mucho en criminalística, ni es sencillo determinar quién o quiénes son los que podrían ganar, ni muchos de los beneficiados tienen por qué haber estado implicados en el crimen, máxime cuando el culpable los usa como "cabeza de turco" para distraer la atención sobre su persona. 
Se suele atribuir la frase al cónsul romano y censor Lucio Casio Longino Ravilla, y su uso popularizado por Cicerón.
Séneca utilizó esta expresión en Medea (acto primero, escena primera, versos 500-501): "cui prodest scelus, is fecit" (aquel a quien aprovecha el crimen es quien lo ha cometido).